# ایستگاه کانادا واتر
ایستگاه کانادا واتر (انگلیسی: Canada Water station) یکی از ایستگاه‌های متروی لندن است.
این ایستگاه که در منطقه سات‌ارک لندن قرار دارد در سال ۱۹۹۹ تأسیس شده و جزئی از خط جوبیلی و متروی زمینی لندن است.

## نگارخانه

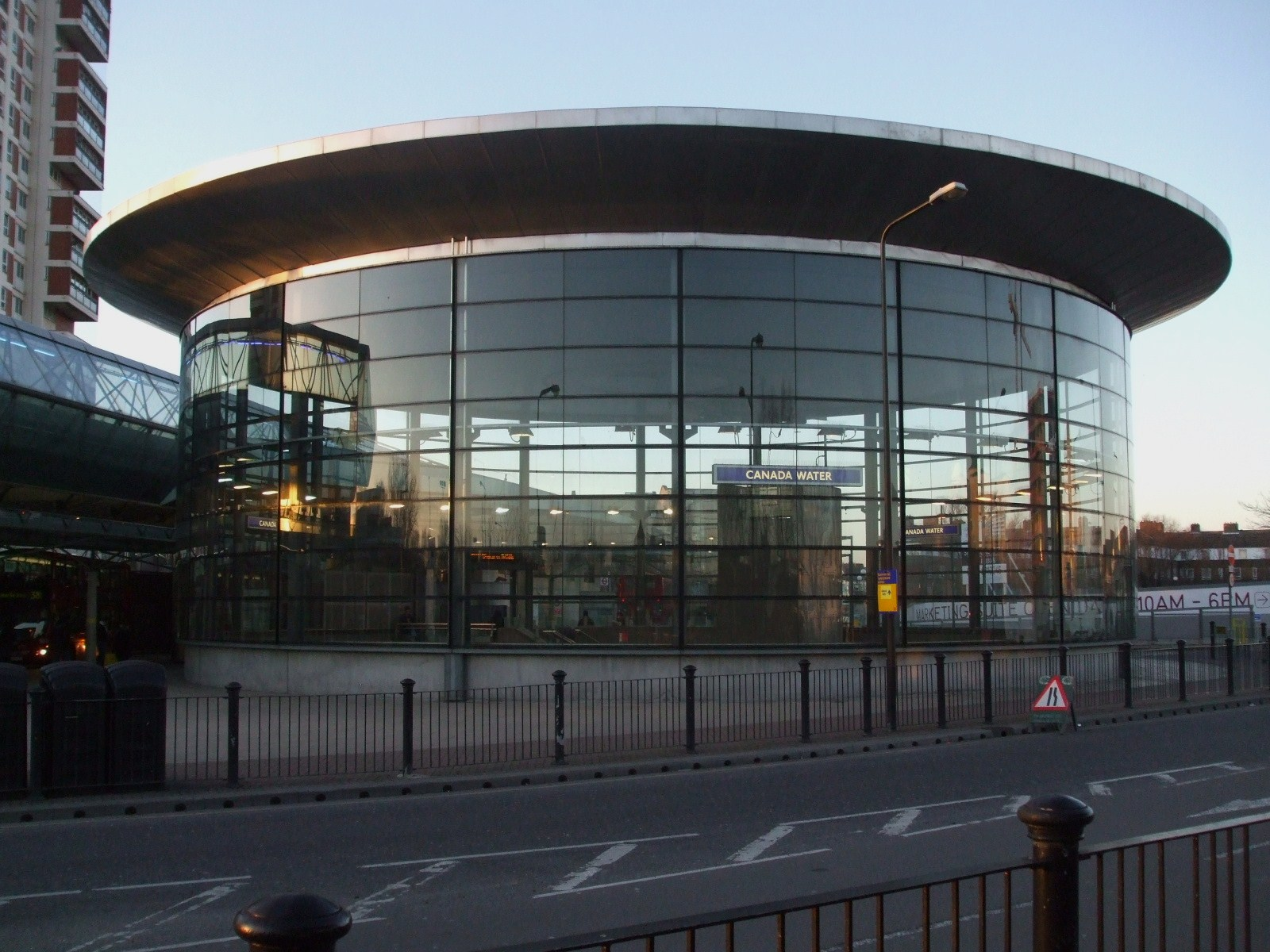
ساختمان اصلی ایستگاه
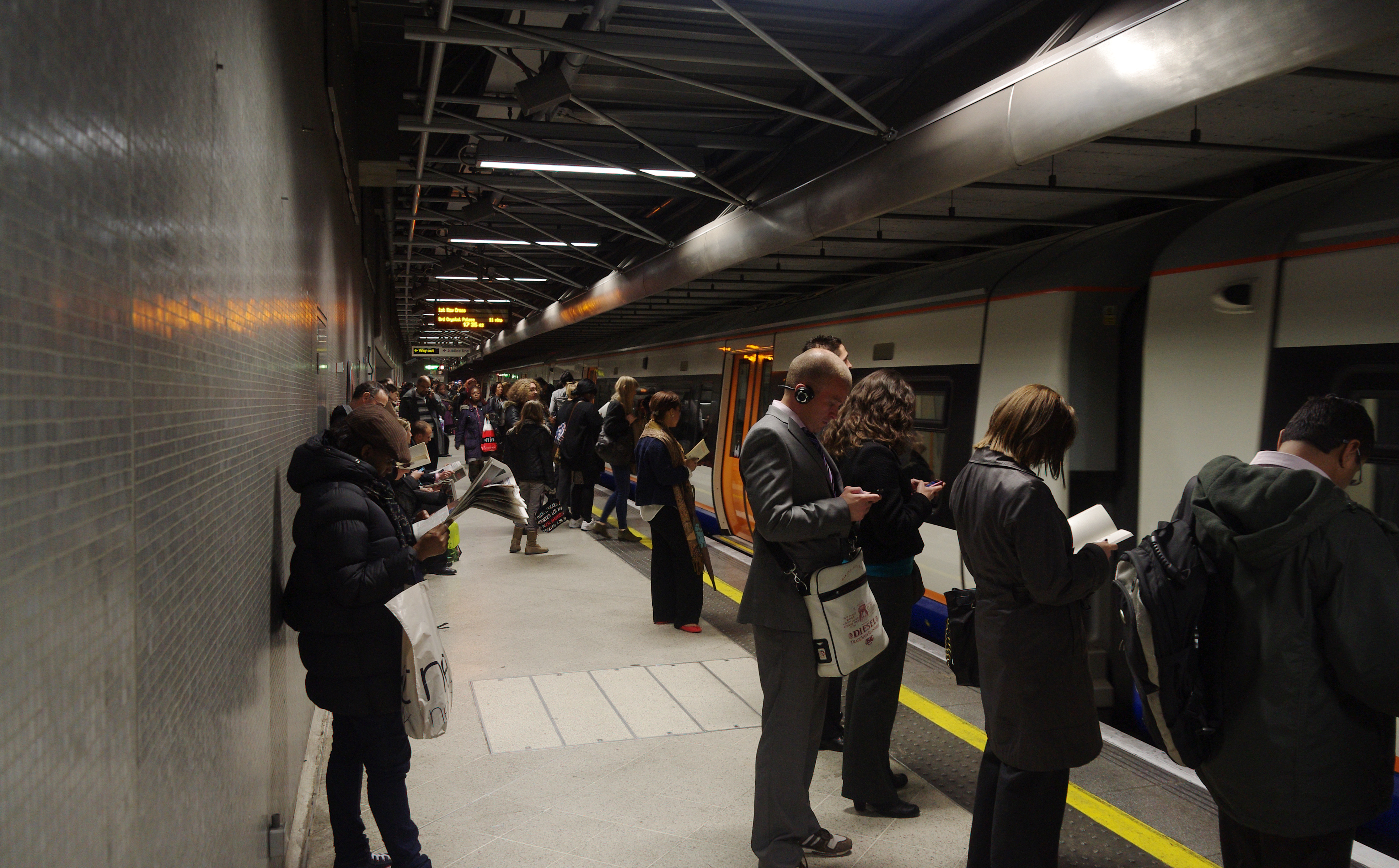
ایستگاه متروی کانادا واتر
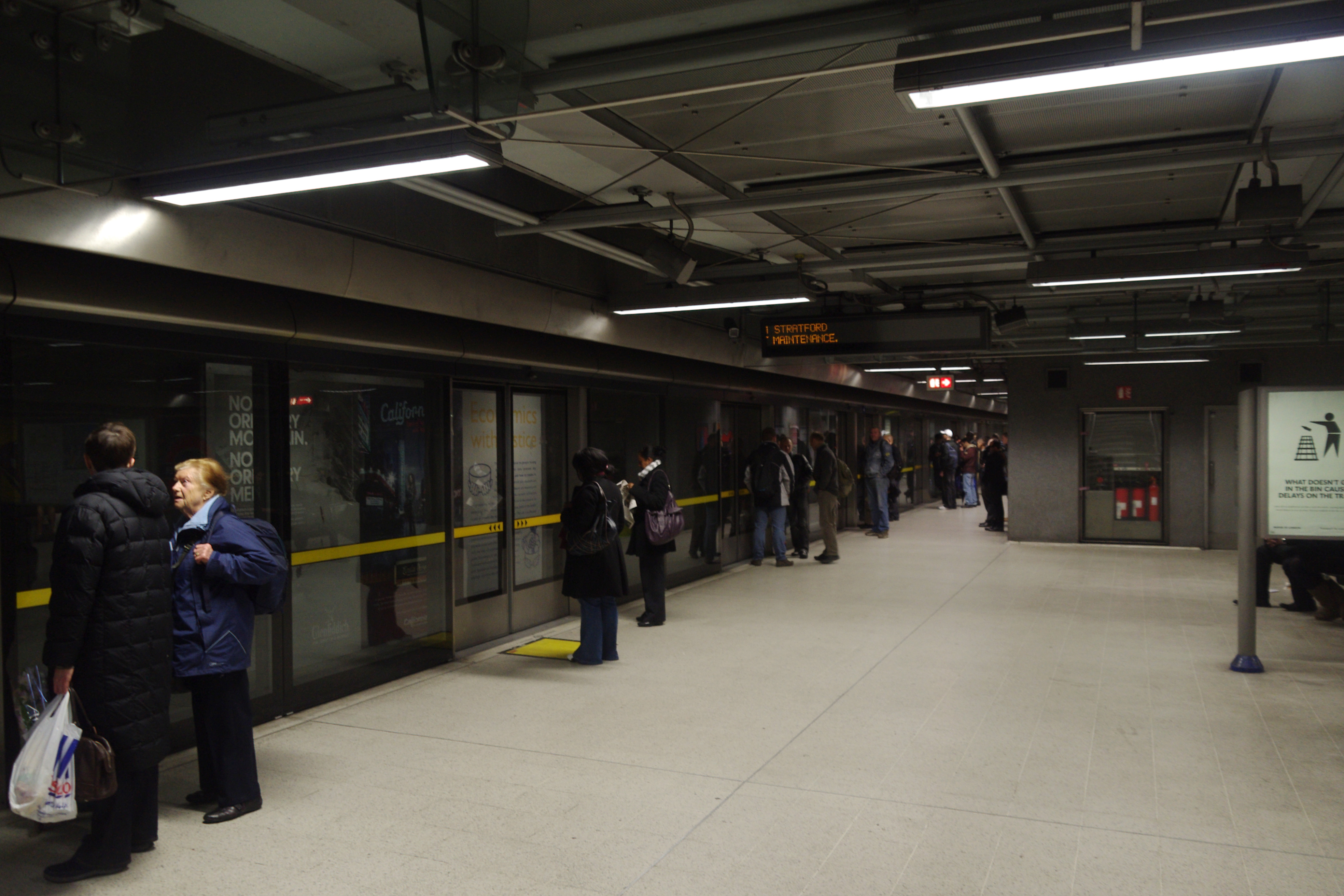
سکو خط جوبیلی
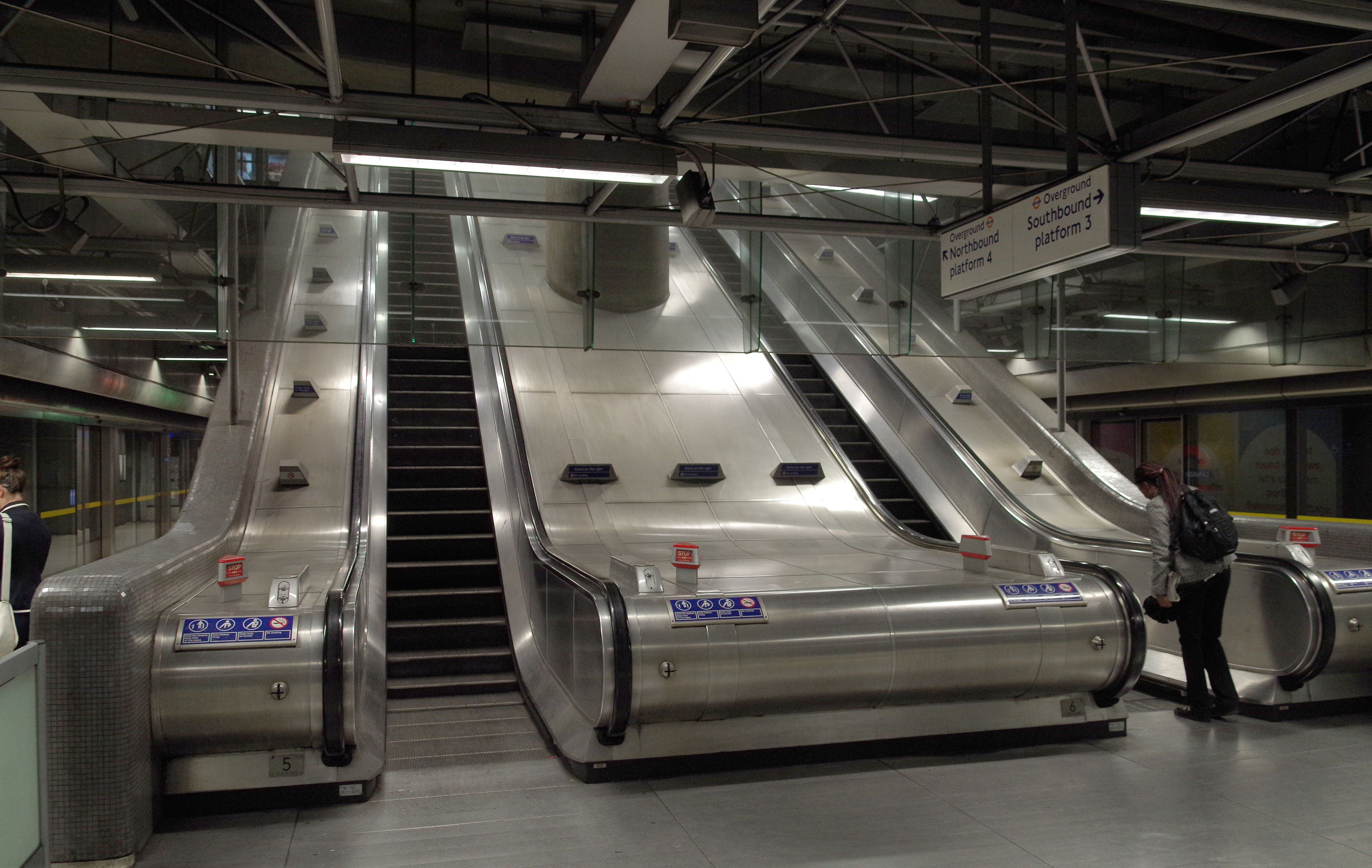